# Лаптев, Андрей Александрович
Андрей Александрович Лаптев (5 февраля 1959, Керчь, Крымская область — 30 января 2021) — советский и российский военный лётчик, полковник, лётчик-испытатель, Герой Российской Федерации (2005).

## Биография
Родился 5 февраля 1959 года. Окончил среднюю школу, затем Балашовское высшее военное авиационное училище лётчиков.
В 1989 году окончил Центр подготовки лётчиков-испытателей ГК НИИ ВВС и служил лётчиком-испытателем 929-го Государственного лётно-испытательного центра имени Чкалова в городе Ахтубинске Астраханской области. С 2003 года был заместителем начальника этого центра по лётной подготовке.
Провёл испытания ряда новых самолётов различных типов и модификаций. Особенно большой его вклад в испытания самолётов «Су-24» и «Су-34».
В 2008—2009 годах временно исполнял обязанности начальника 929 ГЛИЦ имени Чкалова. 
Андрей Александрович Лаптев жил в Ахтубинске, он умер 30 января 2021 года. Похоронен на «Пантеоне защитников Отечества».

## Награды и звания
- Герой Советского Союза — за «мужество и героизм, проявленные при испытании новой авиационной техники» (указ Президента Российской Федерации № 1101 от 20 сентября 2005 года, медаль «Золотая Звезда» № 858)[1]
- Награждён тремя орденами Мужества и орденом «За военные заслуги», а также рядом медалей[1]
- Лётчик-испытатель 1-го класса